# Simeón de Durham
Simeón de Durham (también escrito Symeon) fue un monje benedictino de la abadía de Durham que vivió en el siglo XII, conocido por su obra como cronista.

## Vida
Simeón ingresó de joven en el monasterio benedictino de Jarrow. Se trasladó a Durham el 1074, e hizo los votos en el año 1085 o 1086. Cuando William de Saint-Calais volvió de su exilio en Normandía en 1091, probablemente Simeón fue compañero suyo, con el tiempo fue el encargado de organizar los cantos del culto a su priorato («precentor»). Se conservan anotaciones suyas en algunos libros de Durham, como en el Liber Vitae o Libro de los cantos, —que probablemente usó mucho como parte de sus deberes como precentor—, y copias de los libros que escribió.

## Obra
Simeón fue el autor de dos obras históricas, de especial interés para el estudio de la historia del norte de Inglaterra: el Libellus de Exordio atque Procursu estío, hoc est Dunelmensis, Ecclesie («El pequeño libro sobre los orígenes y evolución de la Iglesia de Durham») y una compilación titulada Historia regum Anglorum te Dacorum («Historia de los reyes de Inglaterra y los daneses»).
Libellus de Exordio atque Procursu estío, hoc est Dunelmensis, Ecclesie
El primero es una historia de la comunidad de monjes de Durham —que procedían de Lindisfarne— desde su fundación en 1096 y es, con diferencia, la obra más importante de Simeón. Fue escrita entre el 1104 y el 1107. Esta tarea, impuesta por sus superiores, consistía en demostrar la continuidad de la comunidad de Durham a pesar de las interrupciones que supusieron para la vida monástica los ataques vikingos y las guerras de la conquista normanda en diferentes periodos. Simeón buscó justificar la expulsión de Guillermo de Saint-Calais de la comunidad de Durham en 1083, para dar sentido a su sustitución por un grupo de monjes benedictinos llegados de Wearmouth y de Jarrow. Como anteriores escritores de Durham, Simeón encuentra la continuidad histórica entre las principales fases del desarrollo de la comunidad mediante la constante presencia de su patrón, Cuthbert de Canterbury. Los milagros efectuados en nombre de Cuthbert durante el último periodo anglosajón fueron especialmente extravagantes, y Simeón engancha al lector relatando algunos de ellos, como el milagro de las tres olas, la fundación de Durham, y algunas curiosas muertes de los enemigos del santo.
Se conservan algunas copias del Libellus hechas durante la Edad Media. El mismo Simeón revisó la copia que se encontró en Durham, actualmente conservado en la biblioteca de la universidad (catálogo: Primo V.II.6). Este es el texto que se ha publicado más veces. El manuscrito de Durham contiene dos continuaciones de autor anónimo. La primera narra la historia desde 1096 hasta la muerte del obispo Ranulf Flambard (1129); la segunda va del 1133 hasta 1144. Otra copia, conservada en la biblioteca de la Universidad de Cambridge (catálogo: Ff. I.27) contiene una tercera continuación que trata sobre los años 1145-1154. Otro manuscrito, guardado en la colección Cotton de la British Library(catálogo: Cotton Faustina AV) parece que sea una versión del Libellus anterior a las revisiones del manuscrito de Durham.
Historia regum Anglorum te Dacorum
Hacia 1129 Simeón inició la redacción de la Historia regum Anglorum te Dacorum. Esta narración histórica comienza en el punto en que termina la Historia ecclesiastica gentis Anglorum obra de Beda el Venerable. Hasta el año 957 Simeón se limita a copiar lo que encuentra en unos antiguos anales de Durham que, si no fuera por él se habrían perdido para siempre y que tienen mucho valor en cuanto a la historia del norte de Inglaterra. Desde el año 1119 copia a John de Worcester, con algunos añadidos propios. La sección que trata sobre los años 1119-1129 es una narrativa independiente y práctica, ya que describe hechos contemporáneos a su vida. Simeón en esta franja de la historia se expresa con sencillez y claridad; pero no es menos importante su labor como compilador de la obra de otros.
Se da el hecho curioso que Simeón utiliza la palabra Dacorum, que literalmente significa dacios para referirse a los vikingos que se establecieron en Northumbria —que ellos nombraban Jórvík— y Dublín. Un error que también cometió Asser, probablemente porque desconocía la existencia de Dinamarca; vale decir que cuando a estos vikingos se les preguntaba sobre su procedencia o de qué etnia eran la mayoría contestaban con la palabra danés («daneses»), que tiene semejanzas fonéticas con dacis o con Dania, el nombre latino de Dinamarca.
El valor de los anales de Northumbria, que Simeón usó en la Historia regum Anglorum te Dacorum, ha sido puesto en duda por John Hodgson-Hinde en el prefacio de su libro Symeon Dunelmensis opera, también por R. Pauli en Forschungen zur deutschen Geschichte, y por W. Stubbs en la introducción a Roger of Hoveden.
Otras obras
Simeón también fue el autor de breves biografías de los arzobispos de York y además escribió una carta en la que listaba los errores teológicos cometidos por Orígenes. Se le han atribuido otras obras pero la autoría no ha quedado demostrada. Estas obras las publicó Roger Twysden (1652) con el título Scriptores decem. La edición moderna más completa es la de Thomas Arnold (Rolls series , 2 volúmenes, 1882-1885).